# AT2
Az AT2 egy gyorsan és nagy számban telepíthető német páncéltörő akna. Tüzérségi indítású hordrakétákkal is kiszórható, illetve gépileg telepíthető. Kiszóráskor földet érve kinyílnak támaszai (fém támlábai, típustól függően 5 vagy több), és megfelelő helyzetbe hozzák, egyenesen felállítják az aknát. Gyorsan és pontosan lehet e típus használatával aknamezőket létesíteni, jelentős területet fedve, nagyobb ellenséges páncélos erők elé. A német Dynamit Nobel fejlesztése a típus, eredetileg német megrendelésre. Gyújtószerkezete az aknát érintőleg elhaladó járművet érzékelő szállal illetve mágnesesen is aktiválódhat, továbbá amennyiben egyenesen ráhajt az ellenség, akkor a jármű alatt összenyomódva is robban az akna. Hat önmegsemmisítési tartamra időzíthető, a legnagyobb négy nap. Az önmegsemmisítési mechanizmus a jelentések szerint 99 százalékos megbízhatóságú. A fürtbomba tilalom miatt a kiszórható aknákról egyelőre többnyire lemondtak, hivatalosan, legalábbis amíg meg nem bizonyosodnak a terepen maradó fel nem robbant aknák problémájának kiküszöböléséről.